# Wang Jun
Dans ce nom chinois, le nom de famille, Wang, précède le nom personnel Jun.
Wang Jun, née le 30 juin 1990, est une athlète handisport chinoise. Atteinte de paralysie cérébrale, elle est double championne olympique en lancer du poids F35.

## Carrière
En 2008, Wang Jun participe à ses premiers Jeux paralympiques dans son pays natal et est sacrée championne paralympique du lancer du poids F42-46
Lors des Jeux paralympiques d'été de 2016 à Rio de Janeiro, elle remporte sa seconde médaille d'or paralympique en lancer du poids F35 avec un jet à 13,91 m, ce qui lui permet d'établir un nouveau record du monde de la catégorie.
Elle est également double médaillée d'argent aux Championnats du monde d'athlétisme handisport en 2015 et 2017.